# Remlinger Mulde
Die Remlinger Mulde, auch Remlinger Lößmulde oder Roklumer Mulde, ist eine lößbedeckte Senke im niedersächsischen Landkreis Wolfenbüttel und teilweise auch im Landkreis Helmstedt. Sie erstreckt sich  über etwa 20 km dreiecksförmig zwischen den Höhenzügen Asse und Heeseberg im Nordosten, dem Großen Bruch im Süden und dem Börßum-Braunschweiger Okertal im Westen.

## Beschreibung

### Lage und Naturräume
Die Altenau bildet in der Gemeinde Denkte die nördlichste Grenze der Mulde zum Salzdahlumer Hügelland (512.05) und zum Stadtgebiet von Wolfenbüttel. Der nordöstliche Schenkel der dreieckförmigen Mulde ist etwa 20 km lang und wird vom Südwestrand der Asse, dem Uehrder Berg und dem Rand des Heesebergs entlang der Soltau gebildet. Er verläuft über das namensgebende Remlingen und Barnstorf bis Beierstedt. Wittmar gehört gemäß der Beschreibung zum Naturraum Asse. Die Südgrenze bildet der Nordrand des Großen Bruchs beginnend in Beierstedt Richtung Westen über etwa 18 km nach Winnigstedt, Hedeper und Seinstedt bis zum Vorwerk Tempelhof, das den südwestlichsten Punkt des Gebiets darstellt. An der nach Norden über etwa 12 km führenden Begrenzung durch das Okertal liegen die Orte Börßum und Kissenbrück. Der Ösel stellt wie die anderen Höhenzüge einen eigenen Naturraum dar (512.04) und wird im Westen liegen gelassen.
Die Mulde (512.10) ist Bestandteil des Asse-Elm-Hügellands (512.1), das wiederum Unterraum des Ostbraunschweigischen Hügellands (512) ist. An die Nordostseite schließen sich die Asse (512.11), der Heeseberg (512.12) und die Schöppenstedter Mulde (512.13) an.
Die Höhenlagen der welligen Landschaft schwanken zwischen über 140 m ü. NHN nahe der Asse bei Remlingen und 138 m am Uehrder Berg bis hinab zu unter 100 m in den Niederungen. Sie liegen im Randbereich vom Großen Bruch über 120 m bei Roklum und fallen auf 100 m am Ostufer des Okertals ab. Dabei hebt sich das Gebiet deutlich von den Flusstälern der Ränder ab, die bei Oker, Großem Bruch und Altenau zwischen 80 und 90 m liegen. Die Höhenlinien streichen umlaufend von rheinisch im Westen am Okertal bis herzynisch am Nordostrand.

### Geologie

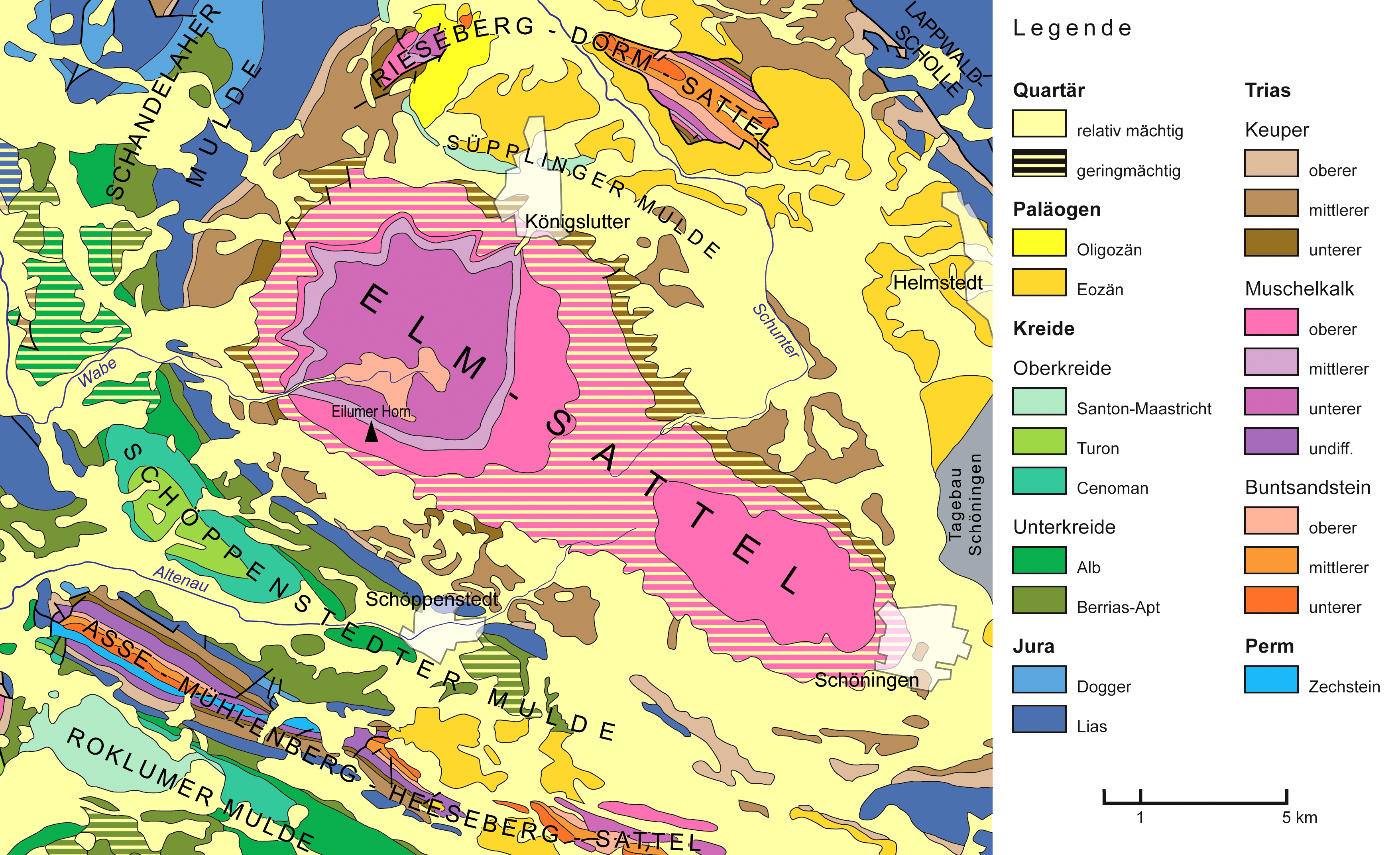
Geologische Karte mit Elm, Asse und der Roklumer Mulde

Den Nordostrand bilden Schichtrippen des Keupers, des Lias und der Ober- und Unterkreide, bei Remlingen sowie am Westrand bei Börßum und Kissenbrück stehen Kalksteinformationen an. Die Höhen des südlichen Rands werden wiederum von Liasgesteinen geprägt. Dazwischen in der Mulde erreicht der aus der Weichsel-Kaltzeit entstammende Lößboden aus Schwarzerde eine Mächtigkeit von bis zu 1,5 Metern und ist teilweise mit den unter ihm liegenden kalkhaltigen Tonen und Mergeln vermischt und sehr fruchtbar. Die Speicherfähigkeit der tonhaltigen Schichten für Wasser wird als gering eingestuft.

### Gewässer
Das insgesamt recht grundwasserarme Gebiet wird in der westlichen Hälfte von kleineren Bächen wie den Großen Graben bei Kissenbrück, die Hasenbeeke bei Börßum sowie den Hahnenbeek und Hellebach Richtung Oker entwässert. Im östlichen Bereich führen der Winnigstedter Tiefenbach und der Westerbach (Soltau) das Wasser zum Großen Graben und Schiffgraben und damit Richtung Elbe. Wie auch im Elm und im Großen Bruch verläuft die Elbe-Weser-Wasserscheide quer zur das Gebiet.

## Bedeutung

### Landwirtschaft und Natur
Die Mulde ist eine fruchtbare und waldlose Landschaft mit hügeligen Ackerflächen. Lediglich beim Schloss Hedwigsburg ist eine parkartige Anlage angelegt worden, ansonsten gibt es vereinzelte baumbestandene Hügelkuppen. Die Siedlungsstruktur ist traditionell landwirtschaftlich und durch kleine Ortschaften geprägt. Zu erwähnen sind das Naturschutzgebiet Klotzberg bei Hedeper, das Landschaftsschutzgebiet Hägeberg bei Seinstedt sowie die zum Landschaftsschutzgebiet erklärte ausgedehnte Ehemalige Bahntrasse zwischen Semmenstedt, Mattierzoll und Börßum sowie angrenzende Landschaftsteile. 

### Wirtschaft und Verkehr
Kalibergbau
Der nördliche Bereich wurde industriell im 20. Jahrhundert durch den Kalibergbau bei Neindorf (Kaliwerk Hedwigsburg) und die Schachtanlage Asse erschlossen, die zwar nicht direkt zum Naturraum gehörten, aber die Infrastruktur beeinflussten. Am Kleiberg bei Bornum bestand eine Ziegelei, deren Grube als Deponie genutzt wird.
Historische Verkehrswege
Schon in der Bronzezeit dürfte ein Nord-Süd-Handelsweg über die Hünenburg bei Watenstedt das Bruchgebiet überquert haben, entsprechend der heutigen B 244. Ein aus dem 8. Jahrhundert überlieferter Deitweg aus Bad Gandersheim führte vom Okerübergang in Ohrum über Semmenstedt nach Schöningen und weiter zur Elbe. Bei Mattierzoll kreuzt ein ebenfalls historischer Fernweg, entsprechend der heutigen B 79, das Große Bruch auf dem Hessendamm und verbindet Wolfenbüttel mit Halberstadt.
Eisenbahnverkehr
Eine verkehrstechnische Bedeutung erlangten der Bahnhof Börßum und der Bahnhof Jerxheim als Eisenbahnknotenpunkte der Braunschweiger und Magdeburger Region für die Anbindung an das deutschlandweite Eisenbahnnetz. In Börßum kreuzten sich die noch heute betriebene Bahnstrecke Braunschweig–Bad Harzburg und überregional bedeutende Ost-West-Verbindungen. Von denen existiert nur noch die Museumsbahnlinie der Warnetalbahn nach Salzgitter. Die aufgelassene Bahntrasse entlang der Hasenbeeke Richtung Mattierzoll ist ein Landschaftsschutzgebiet. Die Braunschweig-Schöninger Eisenbahn betrieb die Strecke zwischen Groß Denkte über Semmenstedt nach Mattierzoll, die ebenfalls Bestandteil des Landschaftsschutzgebietes ist.

## Bilder

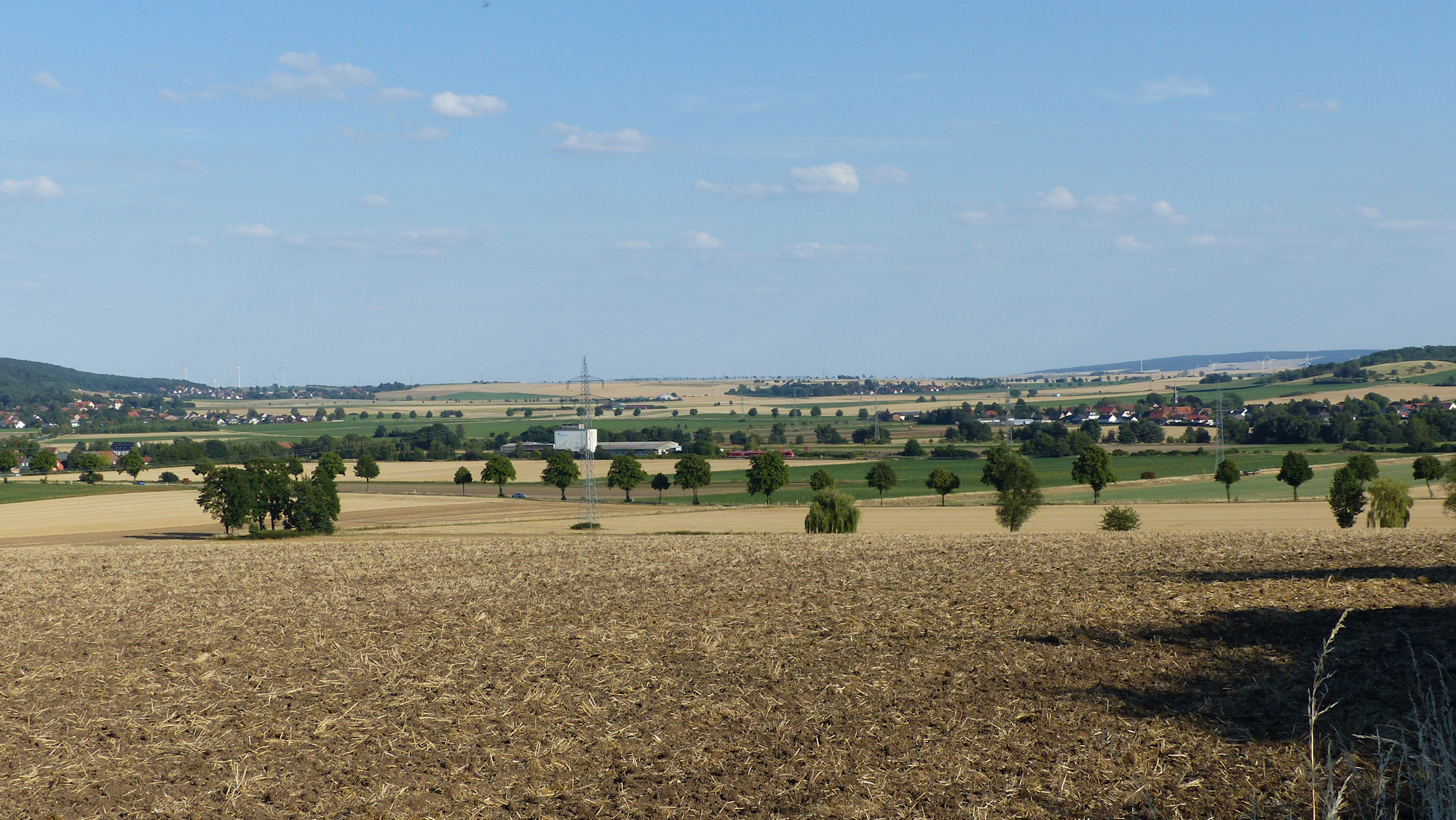
Blick von Wolfenbüttel in die Mulde, rechts der Ösel, links die Asse
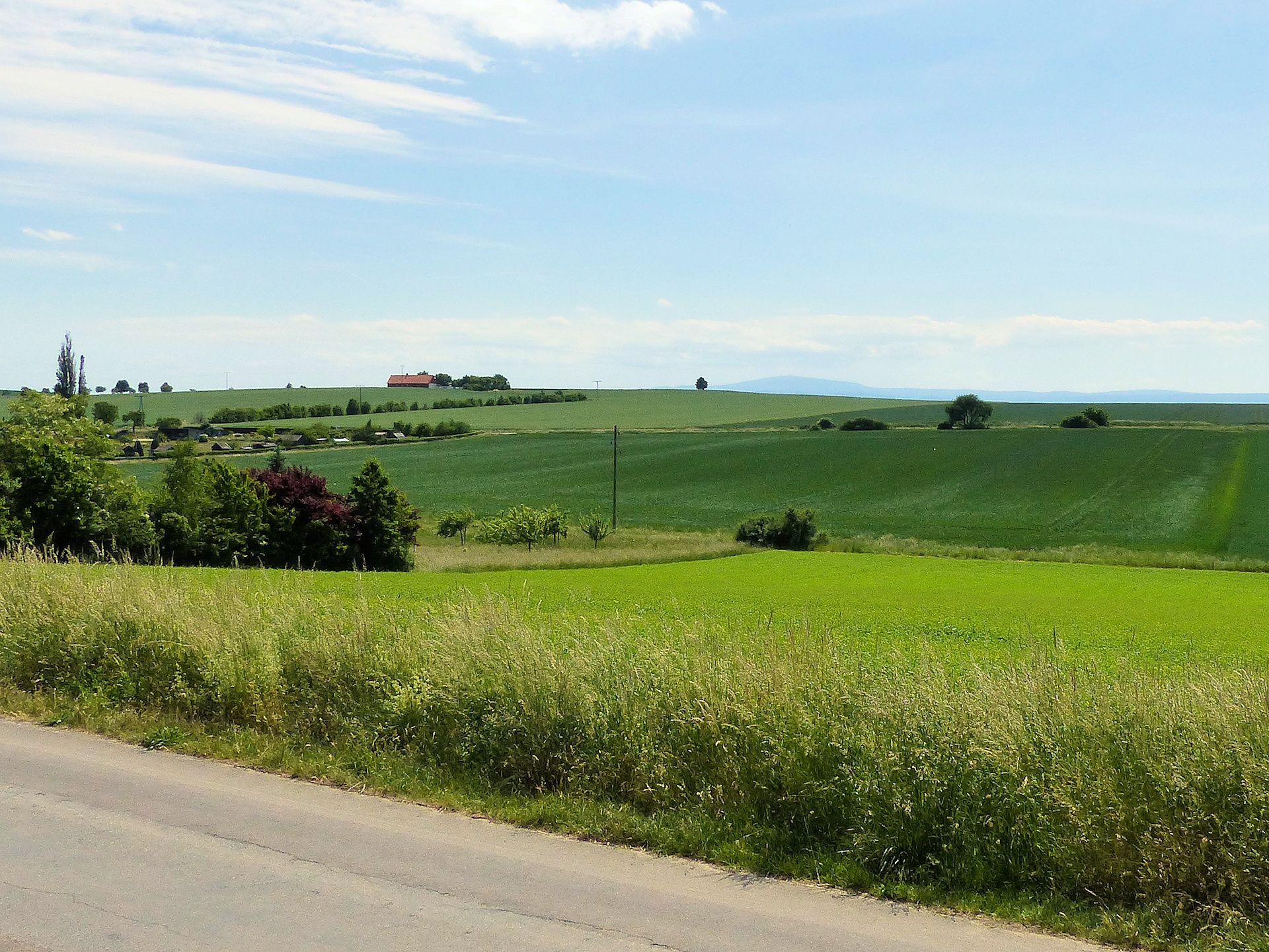
Blick von Bornum (Börßum) Richtung Süden (2015) über die gewellten Ackerflächen
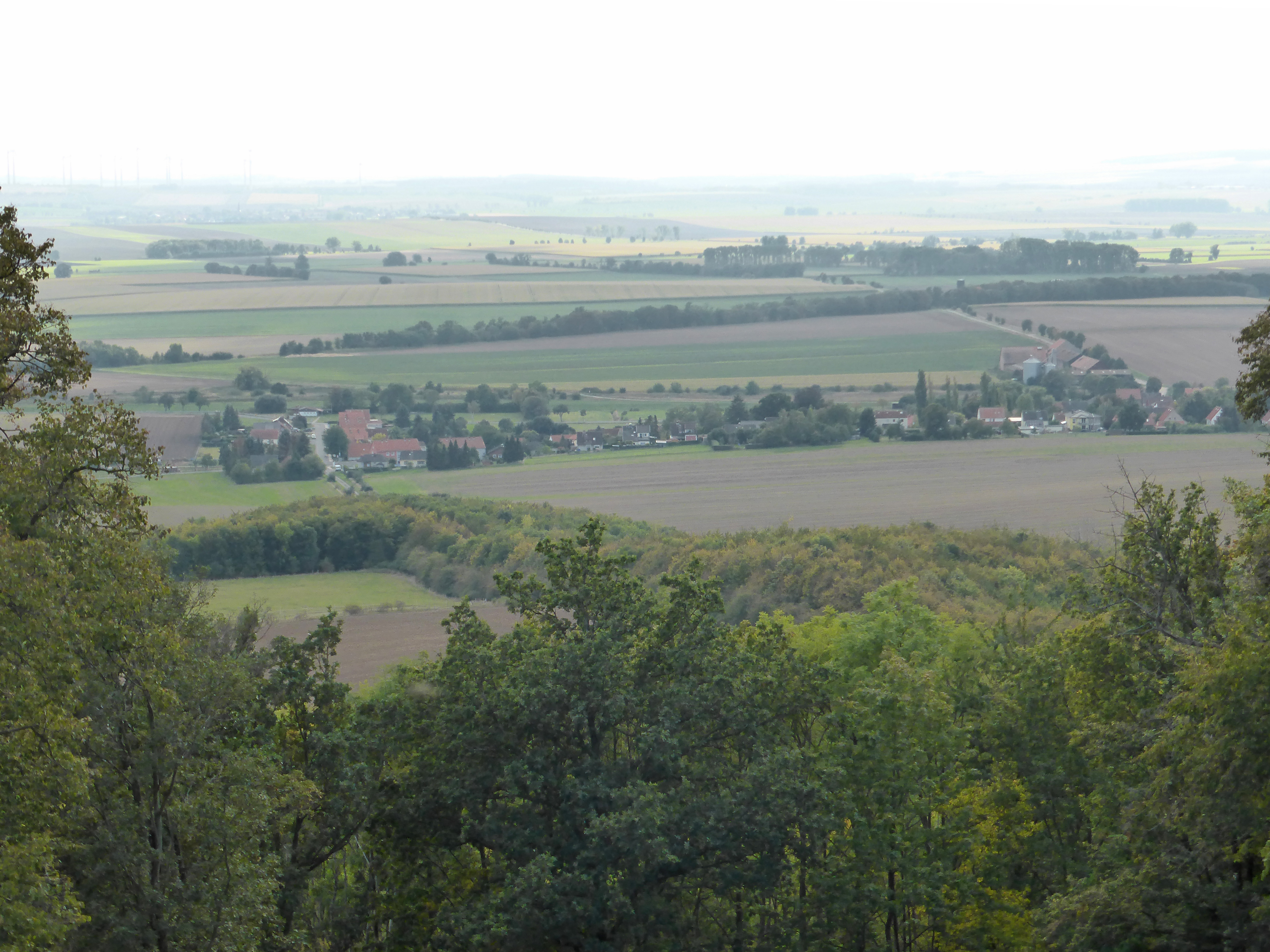
Blick vom Heeseberg nach Beierstedt ins Große Bruch